# Metro de Pequín
El metro de Pequín (xinès simplificat: 北京地铁, xinès tradicional: 北京地鐵, pinyin: Běijīng Dìtiě) és un dels principals sistemes de transport públic a Pequín, capital de la República Popular de la Xina.
A principis de 2024, la xarxa té 27 línies, que inclouen 22 línies de metro clàssic, 1 línia de maglev, 2 línies de metro lleuger i 2 línies de connexió a aeroport; totalitzant 836 quilòmetres de vies amb 490 estacions, que comuniquen 12 districtes urbans i suburbans de la municipalitat de Pequín i un districte de Langfang, a la veïna província de Hebei.
En termes de longitud de vies, el metro de Pequín és des de 2014 la xarxa més gran de metro del món, alternant el primer lloc segons els anys amb el metro de Shanghai. Amb més de 10 milions de passatgers per dia, es classifica igualment entre les xarxes de metro més utilitzades al món.
El projecte d'una xarxa de metro a Pequín comença l'any 1953. Els treballs de la primera línia comencen l'any 1965 i s'inauguren l'any 1969. La línia s'obre al gran públic l'any 1971 essent llavors el primer metro a la Xina. La xarxa segueix una lenta expansió fins als anys 2000 que passa a ser molt més ràpida per a preparar els Jocs Olímpics d'Estiu de 2008. Des de llavors segueix ampliant-se a ràpidament i té previst arribar a 1.000 km el 2026.

## Història

### 1953 - 1965: Orígens.
Al final de la guerra de Corea l'any 1953, el govern xinès emprèn projectes de rehabilitació i de construcció al país. Seguint el model del metro de Moscou, el comitè del PCX del municipi de Pequín proposa en un pla d'urbanisme de Pequín la construcció de ferrocarrils subterranis. De 1953 a 1960, milers d'estudiants xinesos van llavors a la URSS per aprendre a construir el metro. L'any 1957, el primer projecte de metro per a Pequín comporta una línia circular i altres 7 línies amb un total de 172 km i 114 estacions.

### 1965 - 1981 : Primera fase.
Comencen les obres de la primera línia l'11 de juliol de 1965 i van acabar l'11 d' octubre de 1969 per la Diada Nacional Xinesa. Aquest primer tram comença a l'estació de Pequín (北京站) i va a Pingguoyuan (苹果园, Jardi dels Pomers), a l'oest (aquest tram constitueix ara el tram occidental de la línia 1 i la part sud de la línia 2). No va ser fins al 1971 per a la seva entrada en servei de prova. La línia només la podien utilitzar els treballadors amb una autorització de la seva unitat de treball. Després de gairebé deu anys de servei de proves, la línia es va obrir incondicionalment al públic a partir del 1981. El seu funcionament, fins aleshores en poder dels militars, va ser assumit per una empresa pública, Beijing Mass Transit Railway Operation Corporation.

### 1981 - 2000 : Segona fase, dues línies en dos decennis.
El 1984, la resta del que s'havia convertit en una línia circular, la línia 2, va entrar en servei. El seu funcionament es divideix en dues línies. El 1992, la línia 1 es va ampliar des de Fuxingmen (复兴门, Porta del Renaixement) a Xidan (西单). El 1999 es va inaugurar una nova secció entre Xidan i Sihui-Est (四惠东) cap a l'est.
La xarxa així formada comprèn llavors dues línies.

### 2001 - 2008 : Jocs Olímpics 2008, el nou envit.
Pequín va aconseguir l'organització dels Jocs Olímpics d'Estiu de 2008 l'estiu del 2001. Llavors es fa una nova planificació de la xarxa de metro que permeti donar la benvinguda als nombrosos visitants d'aquesta ocasió. Aquest període marca una nova era en el desenvolupament de la xarxa de metro.
S'obre una nova línia en dues etapes: el 2002, la part occidental de Xizhimen fins a Huoying i el 2003, la part oriental fins a Dongzhimen. Després es converteix en la línia 13 (numeració segons el projecte inicial i no en l'ordre d'obertura de les línies) i connecta directament Xizhimen (西直门, Porta recta de l'oest) amb Dongzhimen (东直门, Porta recta de l'est).
El 2003, la línia Batong (八通线), construïda com a extensió de la línia 1, passa a funcionar com a línia separada i esdevé així la primera línia de metro suburbana de la xarxa. Actualment les línies suburbanes són les que connecten ciutats satèl·lits amb Pequín, caracteritzades pel fet que no creuen la ciutat. Aquestes línies no estan numerades sinó que tenen un nom.
El 2007, la línia 5 es va posar en servei entre Tiantongyuan i Songjiazhuang, aquesta és la primera línia nord-sud. El mateix dia, la tarifa que variava entre 3¥ i 7¥ segons la ruta canvia a una tarifa única de 2¥, per a tota la xarxa.
El 2008 es van posar en servei tres noves línies per als Jocs Olímpics de Pequín: la línia 10 (entre Bagou i Jinsong), la línia olímpica (tram de la futura línia 8) i la línia Airport Express, que dona servei en particular a la terminal 3 de l'aeroport Internacional de Pequín-Capital, construït per a l'ocasió.

### 2008 - avui: Desenvolupament ràpid.
Des del 2008, la xarxa de metro ha continuat expandint-se amb projectes cada vegada més ambiciosos, heretats d'aquesta moda post-olímpica i impulsats per aquesta necessitat de construir una xarxa de transport públic robusta i fiable.

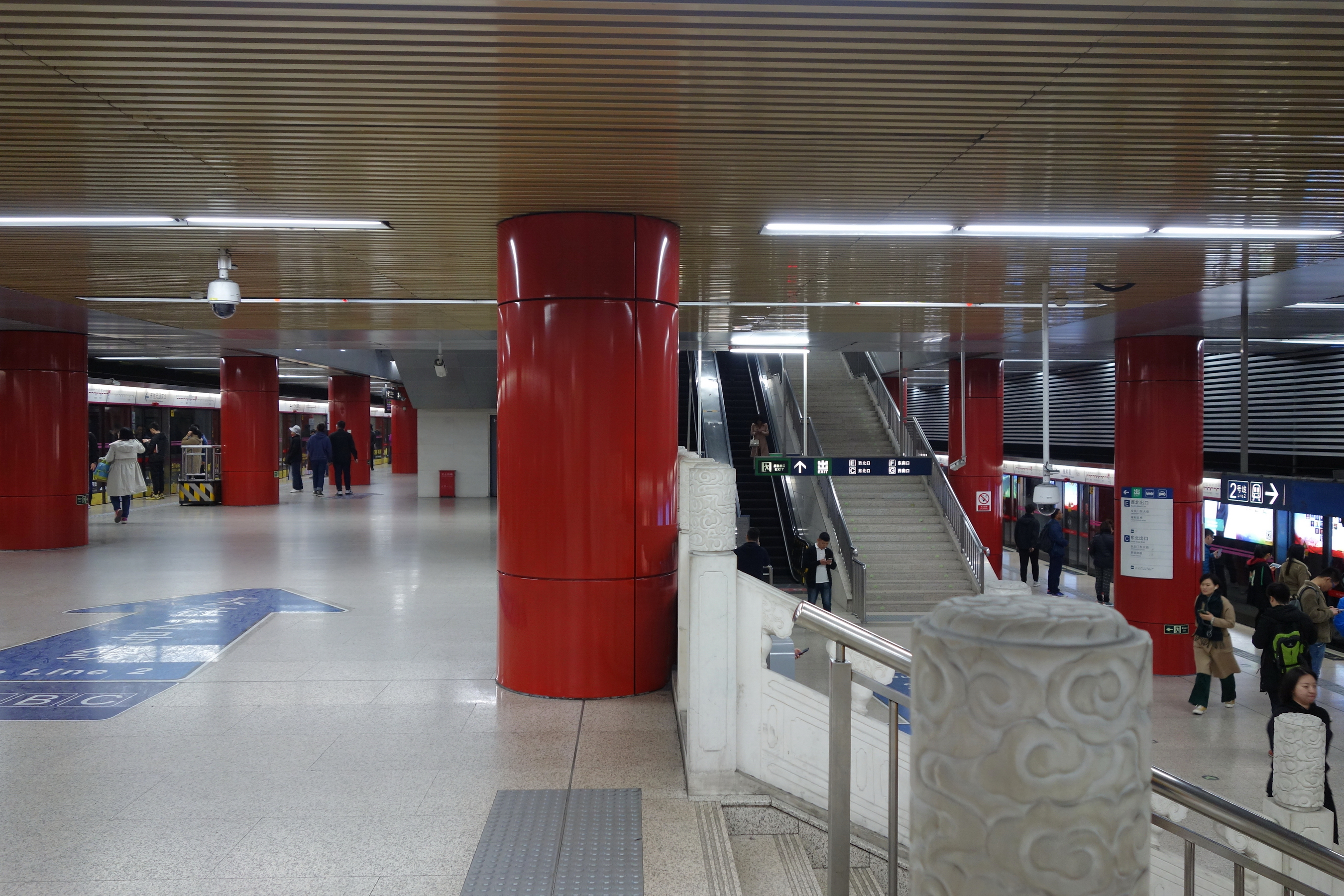
L'andana a dos nivells a l'estació Yonghegong Lama Temple sobre la línia 5, en un estil arquitectònic xinès

El 2009, la línia 4, construïda per Beijing MTR, es va posar en servei i es va convertir en la segona línia nord-sud de la ciutat després de la línia 5.
El 2010 es va posar en servei la línia 15 que donava servei al nord de la ciutat i al districte de Wangjing; així com quatre línies suburbanes: Les línies Changping, Daxing, Fangshan i Yizhuang.
El 2011 es va posar en servei la línia 9, que connectava l'estació de Fengtai amb Guogongzhuang on es connecta amb la línia Fangshan, cosa que permet enllaçar amb la resta de la xarxa. La línia olímpica s'estén cap al nord fins a Huilongguan Dongdajie (回龙观 东 大街, avinguda Est de Huilongguan) i després es converteix en la línia 8. La línia 15 s'estén cap a l'est fins a Fengbo.

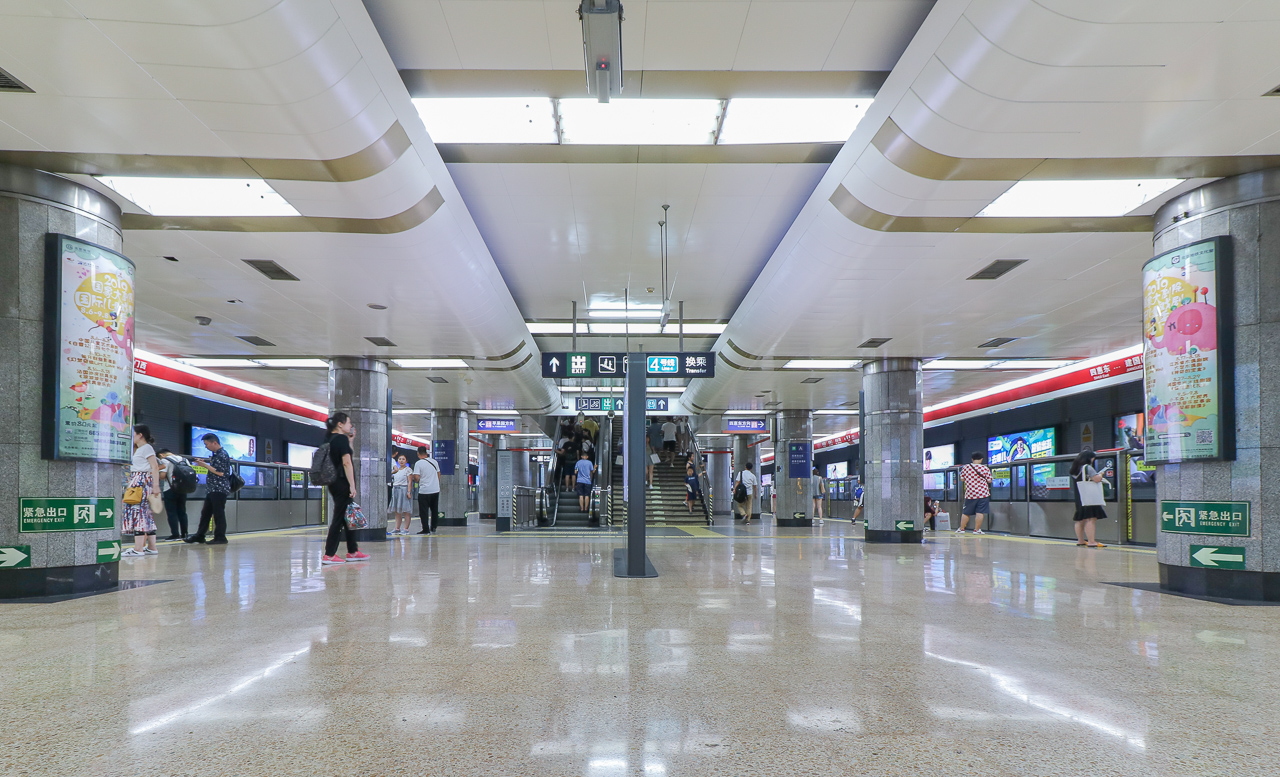
La parada Xidan sobre la línia 1

El 2012, la línia 6 es va posar en servei i es va convertir en la segona artèria est-oest, la qual cosa va alleujar la línia 1. La línia 8 s'estén cap al sud fins a Gulou Dajie (鼓楼 大街). La línia 9 s'estén cap al nord fins a la Biblioteca Nacional de la Xina. La línia 10 s'amplia a banda i banda per formar la segona línia circular després de la línia 2, però hi ha tres estacions tancades a causa d'obres, els trens passen per aquestes estacions sense passatgers.
El maig de 2013, la línia 10 és totalment operativa, es converteix en el segon bucle de la ciutat després de la línia 2 i en la línia de metro més llarga del món. La part oest de la línia 14 es posa en servei. La línia 8 s'estén cap al nord per arribar a la línia Changping a Zhuxinzhuang.
El 28 de desembre de 2014, la línia 7 es posa en servei, així com diverses extensions de les línies 6, 14 i 15. La tarifa única de metro de 2¥, sens dubte la més barata del món, dona pas a preus basats en el quilometratge, a partir de 3¥.
El 26 de desembre de 2015, es posa en funcionament la secció central de la línia 14 i l'extensió de la línia Changping.
El 31 de desembre de 2016, la línia 16 es posa en servei per la seva part nord.
El 30 de desembre de 2017, la Línia maglev S1, Línia Yanfang, i la línia de metro lleuger Xijiao es posen en funcionament. Aquestes línies corresponen respectivament a la primera línia maglev, la primera línia totalment automàtica i la primera línia de metro lleuger de la xarxa de Pequín.
El 30 de desembre de 2018, la línia 6 s'estén cap a l'oest i es posen en servei diversos trams de la línia 8.

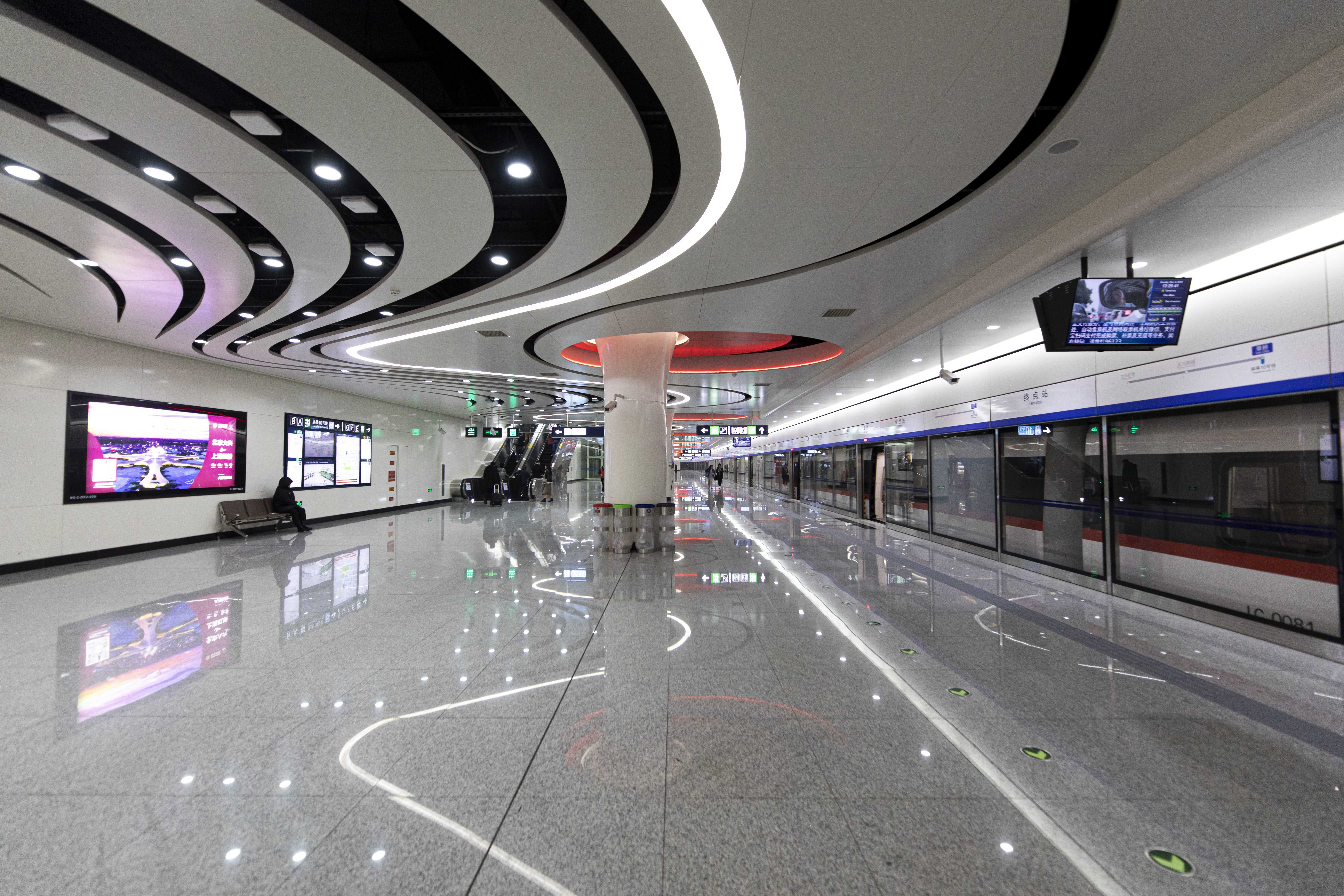
Plataforma de Cao Qiao a la línia Daxing Airport Express

El 26 de setembre de 2019, es posa en servei la línia Daxing Airport Express, que dona servei al recentment obert segon aeroport internacional de Pequín-Daxing.
El 28 de desembre de 2019, les línies 7 i Batong s'amplien a l'est de Pequín per donar servei al futur parc Universal Studios de Pequín. El de desembre marca l'obertura de l'estació de Qinghe, a la línia 13, al mateix temps que s'inaugura la nova estació de Qinghe a la línia LGV de Pequín - Zhangjiakou.

## Xarxa
El metro de Pequín funciona de 5:10 a 23:40, els horaris poden ser prolongats per esdeveniments especials. Els combois circulen amb una freqüència d'entre 100 segons i 4 minuts a les hores punta i d'entre 5 i 8 minuts la resta del temps.
El 2024, la xarxa està formada per 16 línies urbanes (1, 2, 4, 5, 6, 7, 8, 9, 10, 11, 13, 14, 15, 16, 17 i 19), 9 línies suburbanes (Batong, Daxing, Yizhuang, Yizhuang T1, Fangshan, Yanfang, Changping, Xijiao i S1) ; i 2 línies Airport Express (Capital i Daxing).

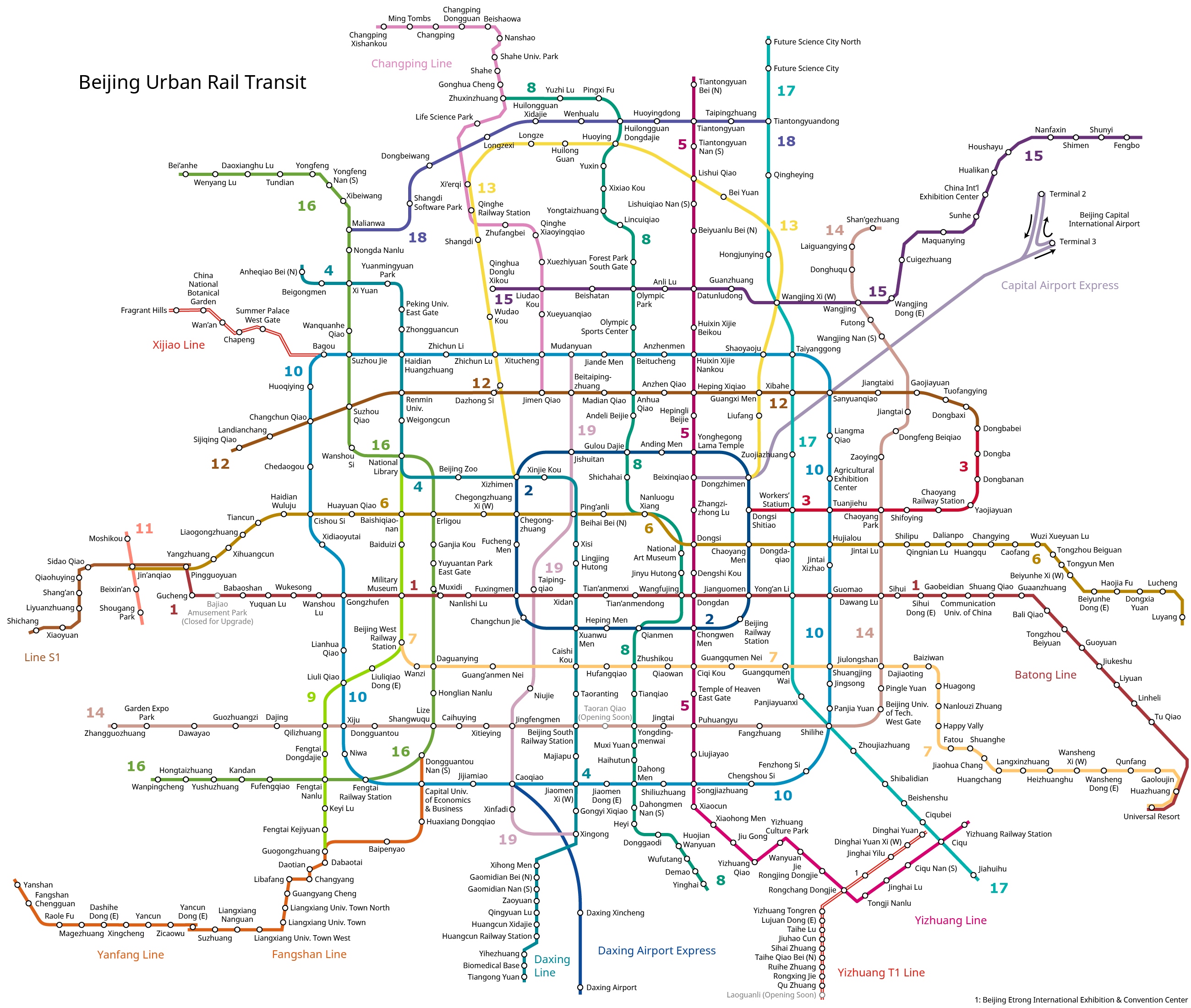
Estat actual de la xarxa

| Línia                 | Terminal                 | Terminal                         | Posada en servei | Longitud (km) | Nombre d'estacions |
| --------------------- | ------------------------ | -------------------------------- | ---------------- | ------------- | ------------------ |
| 1                     | Pingguoyuan              | Universal Resort                 | 15/01/1971       | 50,9          | 36                 |
| Batong                | Sihui                    | Universal Resort                 | 27/12/2003       | 23,4          | 15                 |
| 2                     | circular interior        | circular interior                | 15/01/1971       | 23,1          | 18                 |
| 4                     | Anheqiao Nord            | Tian'gongyuan                    | 28/09/2009       | 49,4          | 35                 |
| Daxing                | Gongyixiqiao             | Tian'gongyuan                    | 30/12/2010       | 21,8          | 12                 |
| 5                     | Tiantongyuan Nord        | Songjiazhuang                    | 07/10/2007       | 27,6          | 23                 |
| 6                     | Jin'an Qiao              | Lucheng                          | 30/12/2012       | 53,4          | 34                 |
| 7                     | Estació de Pequín-Oest   | Universal Resort                 | 28/12/2014       | 40,3          | 30                 |
| 8                     | Zhuxinzhuang             | Yinghai                          | 19/07/2008       | 49,5          | 34                 |
| 9                     | Biblioteca Nacional      | Guogongzhuang                    | 31/12/2011       | 16,5          | 13                 |
| 10                    | circular exterior        | circular exterior                | 19/07/2008       | 57,1          | 45                 |
| 11                    | Moshikou                 | Xinshougang (parc Shougang)      | 31/12/2021       | 2,9           | 4                  |
| 13                    | Xizhimen                 | Dongzhimen                       | 28/09/2002       | 40,9          | 17                 |
| 14                    | Zhangguozhuang           | Shan'gezhuang                    | 05/05/2013       | 47,3          | 33                 |
| 15                    | Qinghua Donglu Xikou     | Fengbo                           | 30/12/2010       | 41,4          | 20                 |
| 16                    | Bei'anhe                 | Wanpingcheng                     | 31/12/2016       | 48,9          | 29                 |
| 17                    | Future Science City Nord | Estadi dels Treballadors         | 31/12/2021       | 24,9          | 9                  |
| 17                    | Shilihe                  | Llac Jiahui                      | 31/12/2021       | 15,8          | 7                  |
| 19                    | Mudanyuan                | Xin'gong                         | 31/12/2021       | 20,9          | 10                 |
| Yizhuang              | Songjiazhuang            | Estació de Yizhuang              | 30/12/2010       | 23,2          | 14                 |
| Fangshan              | Dongguantou Sud          | Yancun Est                       | 30/12/2010       | 31,8          | 16                 |
| Yanfang               | Yancun Est               | Yanshan                          | 30/12/2017       | 14,4          | 9                  |
| S1 (maglev)           | Pingguoyuan              | Shichang                         | 30/12/2017       | 10,2          | 8                  |
| Changping             | Changping Xishankou      | Xitucheng                        | 30/12/2010       | 43,2          | 18                 |
| Capital Airport       | Beixinqiao               | Aeroport Pequín-Capital (T2, T3) | 19/07/2008       | 29,9          | 5                  |
| Daxing Airport        | Caoqiao                  | Aeroport Pequín-Daxing           | 25/09/2019       | 41,36         | 3                  |
| Xijiao (lleuger)      | Bagou                    | Parc Xiangshan                   | 30/12/2017       | 8,8           | 6                  |
| Yizhuang T1 (lleuger) | Quzhuang                 | Dinghaiyuan                      | 31/12/2020       | 11,9          | 14                 |

## Extensions en curs i planificades

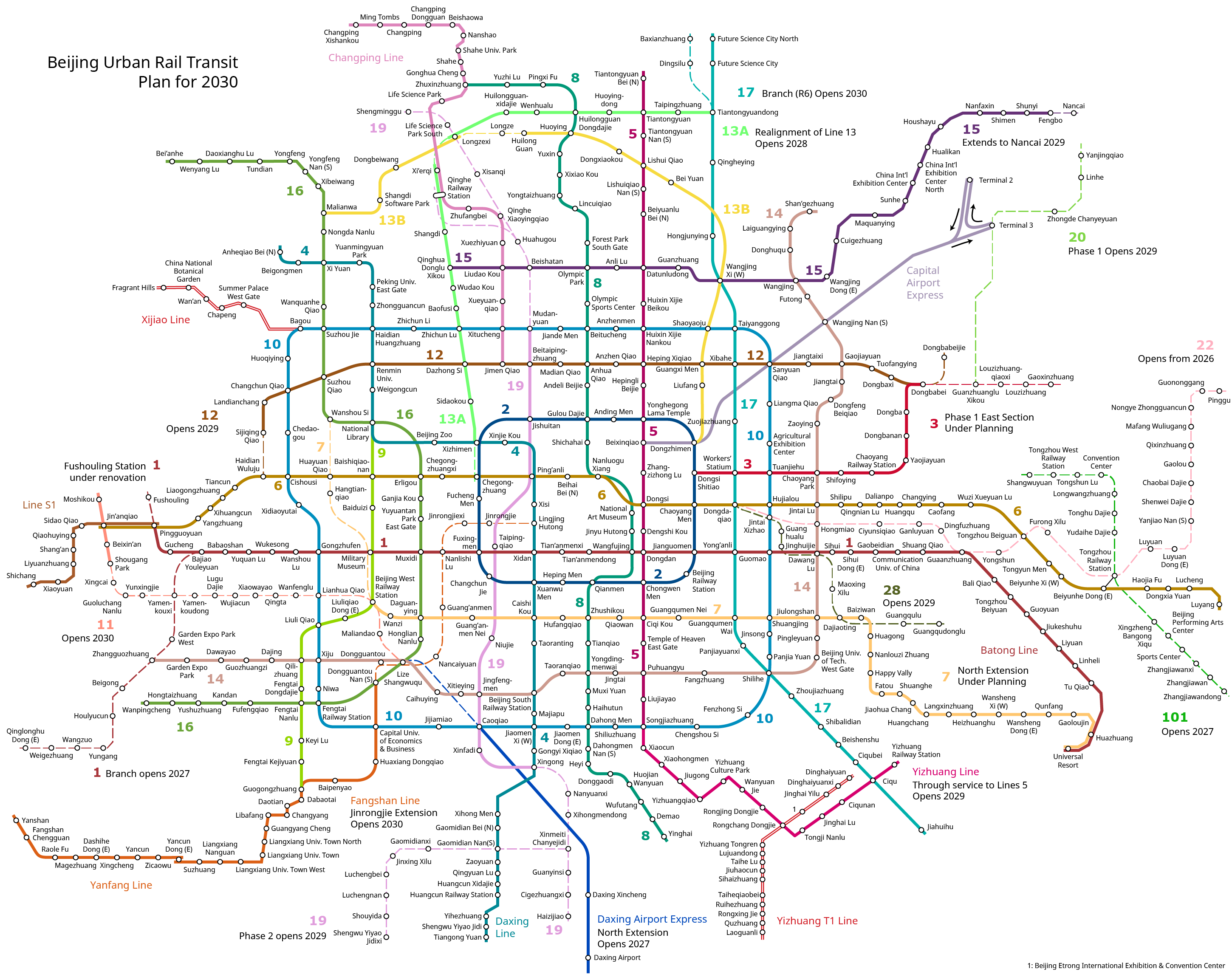
Xarxa de les extensions planificades